# Liste lebendiger Traditionen im Kanton Freiburg
Die lebendigen Traditionen im Kanton Freiburg ist eine Liste von rund 70 lebendigen Traditionen im Kanton Freiburg in der Schweiz. Sie wurde von einer Expertengruppe unter Leitung von Isabelle Raboud-Schüle für das Greyerzer Museum im Auftrag des Amt für Kultur des Kantons Freiburg zusammengestellt, um sie der UNESCO als schutzwürdiges immaterielles Kulturerbe vorzulegen. Aufgrund dieser und anderer kantonaler Listen wurde eine Liste der lebendigen Traditionen in der Schweiz erstellt, die 167 schützenswerte Traditionen der Schweiz umfasst.

## Mündliche Ausdrucksweisen
- Kenntnis und Pflege des Senslerdeutschen
- Ranz des vaches, Kuhreihen, Lioba
- Theater in frankoprovenzalischem Patois

## Darstellende Künste
- Die Cäcilienchöre
- Freiburger Chorgesang
- Blasmusik

## Gesellschaftliche Praktiken
- Dreikönigsaperitiv
- Die Bastians in Estavayer-le-Lac
- Bénichon (Kilbi)
- Fastnacht Murten
- Maisingen
- Totengedächtnis
- Corrida von Bulle
- Karrenrennen, Charmey
- Murtenlauf
- Alpabzug[4]
- Festivals
- Antoniusfeier in der Buchenkapelle
- Sankt Nikolaus in Freiburg
- Fronleichnam in Freiburg
- Fronleichnam in Deutschfreiburg
- Winzerfest im Vully
- Schafscheid
- Messen und Märkte
- Fondue
- Lourdesgrotten
- Ehrwürdige Fischerbruderschaft
- Pilgerfahrt zu Marguerite Bays
- Pilgerfahrt nach Notre-Dame de l’Epine (Berlens)
- Pilgerfahrten nach Notre-Dame des Marches (Broc)
- Kindersoldaten vom Fasnachtsdienstag
- Motorradfahrer-Rallye „Madonna der Zentauren“
- Der Reigen der Catherinettes
- Karwoche
- Murtner Solennität
- Wahltrommeln, Murten
- Historisches Murtenschiessen
- Valete

## Umgang mit der Natur
- Bergkreuze
- Gesundbeten
- Alpsaison im Greyerzerland

## Traditionelles Handwerk
- Bestickte Glockenriemen
- Greyerzer Spitzenklöppelei
- Kulinarisches Erbe
- Poyas
- Schindelmacherei